# عبدی بهروانفر
عبدی بهروانفر (زادهٔ تیر ۱۳۵۴ در مشهد) آهنگساز، نوازنده، خواننده و ترانه‌سرای ایرانی است.

## آموختن موسیقی و تحصیلات
در ۱۲ سالگی با شنیدن آهنگ Roll On از گروه کانتری آلاباما عاشق گیتار زدن شد. سال ۱۳۷۳، دانشجوی رشته صنایع و در تهران ساکن بود که با خرید یک گیتار آکوستیک شکسته فراگیری گیتار را نزد فلمینگ خوشقدمی در سبک کانتری و بلوز شروع کرد. اصول نوازندگی هارمونیکا را نیز پس از گیتار از وی آموخت..برای یادگیری دوتار نزد علی غلامرضایی آلماجوقی مشغول شد  یادگیری دو تار با آشنایی با اوسنه‌ها و حکایت‌های کهن ایران همراه بود و موجب نزدیکی بیشتر او به موسیقی محلی و مقامی شد.  یادگیری این ساز برای او دروازه‌ای شد برای ورود به موسیقی محلی و مقامی و آشنایی عینی با بخشی‌ها و عاشق‌ها.

## گروه ماد
در دی ۱۳۷۹ گروه ماد تأسیس شد. فکر شکل‌گیری یک گروه راک از سال ۱۳۷۷ در ذهن عبدی بهروانفر بود که پس از برگشت به مشهد و اجرای یک کنسرت با همکاری سعید معقول درامز و سعید بیاتی باریتون در همان سال و بعد از آشنایی و تمرین با نوازندگان مختلفی در مشهد، سال ۱۳۷۸ تحقق یافت.
به ترتیب علی باغفر: درامز، نوید اربابیان: گیتار باس، سامان رجبی: کیبورد و گیتار، محسن نامجو: سه تار و آواز به عبدی بهروانفر: گیتار، هارمونیکا و آواز پیوستند و گروه در سال ۱۳۷۹ با نام ماد (به معنای لجن) و با این اعضا شکل گرفت.
پس از ۲ سال تمرین و شکل‌گیری چند قطعه، گروه ماد در سال ۱۳۸۱ اولین اجرای خود را در سالن گلستانه به سرپرستی عبدی بهروانفر برگزار کرد. در شب سوم گلستانه آهنگ رفتم سر کوچه به عنوان یک آهنگ خارج از برنامه اجرا شد.
تا این تاریخ اعضای گروه سعی در رسیدن به شکلی از تلفیق راک و موسیقی سنتی ایران داشتند که بدین منظور از تجربه‌های مختلفی همچون کاور کردن قطعات کلاسیک راک، بلوز، کانتری و تلفیق آن با موسیقی آوایی و ردیف‌ها و دستگاه‌های ایرانی و موسیقی محلی ایران استفاده می‌شد.
پس از کنسرت اول تمرین‌ها و به تبع آن نوع آهنگسازی با عدم حضور محسن نامجو و برگشت او به تهران ادامه داشت و به سمت خالص تری از موسیقی راک و ریشه‌های آن در بلوز و جز نزدیک می‌شد. در این زمان بود که عبدی بهروانفر با مصطفی یاوری آشنا شد. وی به عنوان شاعر و ترانه‌سرا به گروه پیوست. آموخته‌های مصطفی یاوری و نزدیکی سنی او به عبدی بهروانفر و به تبع آن نوع تجربه‌های شخصی او تأثیر زیادی در نوع ترانه‌های گروه ماد گذاشت. خیلی از ترانه‌ها در ضمن تمرین و به صورتی کاملاً بداهه اجرا می‌شد که بعداً به یکی از مشخصه‌های اصلی گروه حتی در نوازندگی نیز تبدیل شد. در این مدت سروش مقدم هم به عنوان نوازنده فلوت به گروه پیوست.
با گرفتن مجوز اجرای کنسرت راک در تاریخ شهریور سال ۱۳۸۲در سالن هلال احمر، گروه برای دومین بار به روی سن رفت. دو روز قبل از برگزاری اجرا محسن نامجو به گروه پیوست. در شب اول، گروه علی‌رغم اینکه نیروهای انصار حزب‌الله به قصد تعطیلی کنسرت به داخل سالن هجوم آورده بودند اجرای خود را به پایان رساند. اما شب دوم و سوم اجرا با حکم قاضی و به دلایل نامعلوم برگزار نشد. آهنگ واق واق سگ در پایان برنامه اجرا شد. این آهنگ در سومین جشنواره تهران اونیو به مقام نهم دست یافت.
حاشیه‌هایی که بعد از این اجرا گروه را فرا گرفت باعث شد اعضا مدتی از هم فاصله داشته باشند. اما عبدی مدتی بعد به همراهی نوید اربابیان و مهدی عزیزی: درامز در اجرایی که در سالن ابن سینا مشهد و به درخواست انجمن اسلامی دانشکده پزشکی برگزار شد شرکت کردند. اجرای گروه شکلی شفاف‌تر از راک، از گروه ماد بود که با وجود توجه و در عین حال عجیب بودن نوع اجرا برای مردم اعضای گروه پس از چهارمین آهنگ و به درخواست رئیس سالن به پایین هدایت شدند. این آخرین اجرای گروه در مشهد بود و پس ازآن عبدی بهروانفر به تهران رفت.
در مدت دو سال اقامت عبدی بهروانفر در تهران و به پیشنهاد محسن نامجو، گروه ماد او را برای ضبط آلبومش ترنج همراهی کرد که اولین تجربه گروه جهت ضبط یک آلبوم بود که دو سال بعد از ضبط آن در استودیو رهگذر، مجوز پخش گرفت.
اجرای تابستان ۱۳۸۶ نیز که با نوازندگی عبدی بهروانفر، محسن نامجو و احسان زارع قشلاقی: تمبک در ارمنستان انجام شد شکل تازه‌ای از اجرا را برای گروه ماد به ارمغان آورد.

## آلبوم‌ها
- شلمرود - در اردیبهشت سال ۱۳۸۷ عبدی اولین آلبوم سولوی خود به نام شلمرود را توسط انتشارات بم آهنگ منتشر نمود. ضبط آلبوم شلمرود از شهریور ۱۳۸۵ تا مرداد ۱۳۸۶ طول کشید و قطعات آن در مقاطع زمانی وشرایط متفاوت شکل گرفته که منجر به تشکیل مجموعه‌ای به این نام شده‌است و در بر گیرنده فضای کلی آهنگ‌ها می‌باشد. عبدی در توضیح این آلبوم می‌گوید: «حسنی تک و تنها، گویا در این جاده کم و بیش ناهموار به ناکجا آبادی به نام شلمرود رسیده و در آینه چرک و کثیف درون خود گیج و سردرگم، چمدان پر از کاه را با خود به هر سویی می‌کشد. دزدیدن سنگ قبر آقا غضنفر ولد آحسن از کوه‌های طرقبه، کارگاه ساختمانی واقع بر بام تهران، لجن روان جوی‌های تهران، مرگ مصطفی یاوری، سفرهای طولانی با اتوبوس، شقایق روده بزرگ، فرار به کوره‌راه‌های ارمنستان و رفتن به آلماجوق، همه باعث شدند تا به ده شلمرود رسیدم.»
- کخئو و کلخت - آلبوم دوم عبدی بهروانفر به نام کخئو و کلخت در تاریخ ۱۶ آبان ۱۳۸۸ منتشر گردید. این آلبوم زمانی کمتر از ۴۱ دقیقه دارد و متشکل از ۸ ترانه است. او در توضیح این آلبوم می‌گوید: «کخئو و کلخت آلبوم دوم من و گروه ماد است که ضبطش از سال ۱۳۸۷ شروع شد. آلبوم ۸ ترک دارد، بعضی از اون‌ها قبلاً با گروه اجرا شده که البته در این آلبوم تنظیم و سازبندی جدیدی دارند. آلبوم در سبک فولک راک و تلفیقی از سازهای اصلی راک، بلوز و سازهای محلی خراسان است. یکی از بخشی‌های بزرگ استان خراسان اهل چناران _عاشق علی‌اکبر بهاری_ در این آلبوم قشمه، سرنا و کمانچه زد. تلفیق سازهای بلوز، راک وسازی مثل قشمه (که از استخوان بال عقاب ساخته میشه با قدمتی بیش از ۴۰۰۰ سال) و همچنین ممزوج شدن هارمونی جز و بلوز با نغمه‌ها و مقام‌های خراسانی در جهت ساختن بستری برای بیان مفهوم کلی آلبوم است.»
- کوتوله سفید - سومین آلبوم عبدی بهروانفر است که در ۲۰۱۲ منتشر گردید. این آلبوم متشکل از ۱ ترانه به زمان نزدیک به ۲۰ دقیقه است.
- غم - آلبوم چهارم عبدی بهروانفر است که ضبط آن در استودیو پاپ در ایران انجام شد ولی در سال ۲۰۱۳ در لندن منتشر گردید. این آلبوم متشکل از ۹ ترانه است. بهروانفر دربارهٔ این آلبوم می‌گوید: «آلبوم غم در واقع در تهران تولید شد، دقیقاً دو روز قبل از اینکه به لندن بیام. قطعات این آلبوم در استودیوی پاپ که بهترین استودیوی ضبط موسیقی در ایران هست تولید شد. ۶ قطعه با آنسامبل کامل اجرا شد و سه قطع هم تک نفره است که خودم خوندم و گیتار و ساز دهنی زدم.»

## دیگر فعالیت‌ها
عبدی بهروانفر به عنوان بازیگر در فیلم کوتاه «خرس‌های پاندا» - کاری از انجمن سینمای جوان مشهد ایفای نقش کرده‌است.
وی در سال ۱۳۸۷ در فیلم کوتاه «کافه قبر» به نویسندگی و کارگردانی شهیار کبیری بازی کرده و ترانهٔ «آقا غضنفر» را نیز در این فیلم اجرا کرده‌است. او در سال ۱۳۸۸ در فیلم مستند «آسمان بدون گذرنامه» ساخته ناصر ضمیری ایفای نقش کرده‌است.
همچنین عبدی بهروانفر، به علت محدودیت‌های شدید برای موزیسین‌ها و بالاخص موزیسین‌های راک، کنسرت‌هایی (یا به بیان بهتر «اجراهایی») را به صورت پراکنده و زیرزمینی، اغلب در کافه‌های تهران اجرا می‌کند که علیٰ‌رغم کمبودهای ذاتی اجراهای این چنینی (مانند کوچک بودن ارکستر، صدابرداری غیرحرفه‌ای و کمبود فضا)، مورد استقبال مخاطبان و هواداران موسیقی او قرار گرفته‌است.